# 22 decembrie
ianuarie • februarie • martie  • aprilie  • mai  • iunie  • iulie  • august  • septembrie  • octombrie  • noiembrie  • decembrie
22 decembrie este a 356-a zi a calendarului gregorian și a 357-a zi în anii bisecți. Mai sunt 9 zile până la sfârșitul anului.
În 22 (respectiv 21) are loc solstițiul de iarnă în emisfera nordică și solstițiul de vară în emisfera sudică. Solstițiul de iarnă este, cînd înălțimea soarelui deasupra orizontului și intervalul diurn sînt minime (la sud de cercul polar de sud, soarele nu răsare și se află la unghiul maxim sub orizont). Este ziua anului cu lumina zilei cea mai scurtă în emisfera nordică, și cea mai lungă în emisfera sudică.

## Evenimente

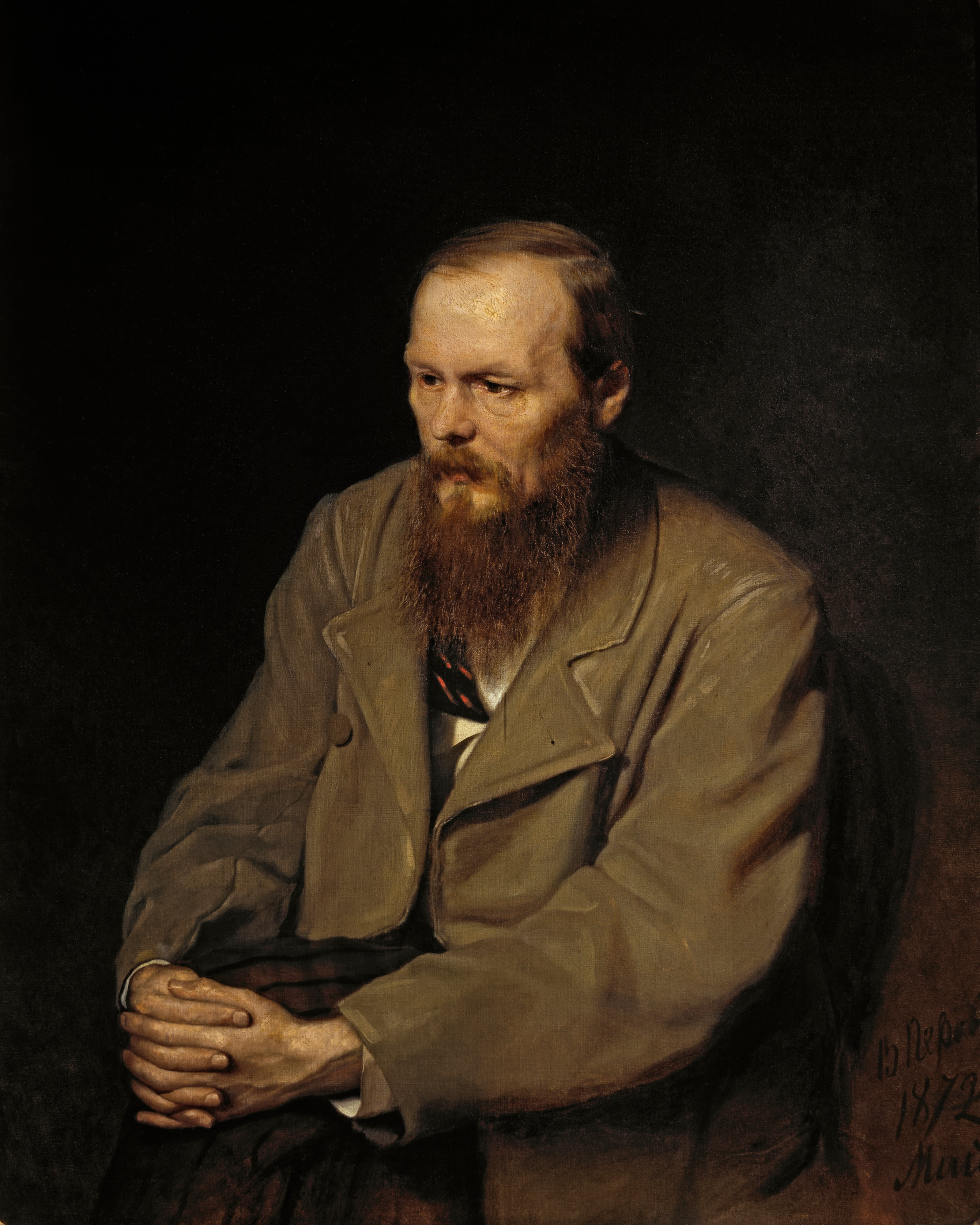
1849: O grațiere din partea țarului Nicolae I îl salvează pe scriitorul rus Fiodor Dostoievski (foto) de plutonul de execuție, în ultima clipă.

1989: Revoluția Română: După o săptămână de demonstrații populare și reprimari sângeroase, Nicolae Ceaușescu și soția sa Elena fug din București cu un elicopter în timp ce protestatarii izbucnesc în urale.

- 0401: Este ales Papa Inocențiu I, singurul papă care i-a succedat tatălui său în funcție.[1]
- 1135: La aproape trei săptămâni după moartea regelui Henric I al Angliei, Ștefan de Blois pretinde tronul și este încoronat în mod privat rege al Angliei.[2]
- 1216: Papa Honoriu al III-lea aprobă Ordinul Dominican prin bula papală de confirmare Religiosam vitam.
- 1603: Mahomed al III-lea, Sultan al Imperiului Otoman, moare și este succedat de fiul său, Ahmed I.
- 1808: Ludwig van Beethoven conduce și cântă în concert la Theater an der Wien, Viena, cu premiera Simfoniei a cincea, Simfonia a șasea, Concertul pentru pian nr. 4 (interpretat de Beethoven însuși) și Fantezia corală (cu Beethoven la pian).
- 1849: O grațiere din partea țarului Nicolae I îl salvează pe scriitorul rus Fiodor Dostoievski de plutonul de execuție, în ultima clipă.
- 1851: Arde Biblioteca Congresului din Washington, D.C.[3]
- 1864: Orașul american, Savannah, important centru al rezistenței sudiste, este ocupat de yankeii comandați de generalul W.T. Sherman.
- 1885: Samuraiul Itō Hirobumi a devenit primul prim-ministru al Japoniei.[4]
- 1894: Afacerea Dreyfus începe în Franța, când Alfred Dreyfus este condamnat pe nedrept pentru trădare.
- 1927: S-a înființat Societatea de Difuziune Radiofonică din România (în prezent Societatea Română de Radiodifuziune).
- 1942: Al Doilea Război Mondial: Adolf Hitler semnează ordinul de dezvoltare a rachetei V-2 ca armă.
- 1968: Revoluția Culturală: Ziarul poporului a postat instrucțiunile lui Mao Zedong că „Tinerii intelectuali trebuie să meargă la țară și vor fi educați din sărăcia rurală”.
- 1974:  Casa fostului prim-ministru britanic Edward Heath este atacată de membrii IRA.
- 1989: Revoluția Română: După o săptămână de demonstrații populare și reprimari sângeroase, Nicolae Ceaușescu și soția sa Elena fug din București cu un elicopter în timp ce protestatarii izbucnesc în urale.[5]
- 1989: Poarta Brandenburg din Berlin se redeschide după aproape 30 de ani, punând efectiv capăt diviziunii Germaniei de Est și de Vest.
- 1990: Lech Wałęsa depune jurământul ca președinte al Poloniei.
- 2008: Emil Boc devine prim-ministrul României.
- 2017: Rezoluția 2397 a Consiliului de Securitate al Națiunilor Unite împotriva Coreei de Nord este aprobată în unanimitate.

## Nașteri
- 1178: Antoku, al 81-lea împărat al Japoniei (1180–1185) (d. 1185)
- 1573: Ernest Cazimir I, Conte de Nassau-Dietz (d. 1632)
- 1597: Frederic al III-lea, Duce de Holstein-Gottorp (d. 1659)
- 1617: Carol I Ludovic al Palatinatului (d. 1680)
- 1634: Mariana de Austria,  regină a Spaniei (d. 1680)
- 1639: Jean Racine, poet și dramaturg clasic francez (d. 1696)
- 1670: Anna Sophie de Saxa-Gotha-Altenburg, ducesă în Saxonia (d. 1728)
- 1723: Carl Friedrich Abel, compozitor german (d. 1787)
- 1799: Carol al II-lea, Duce de Parma, ultimul rege al Etruriei (d. 1883)

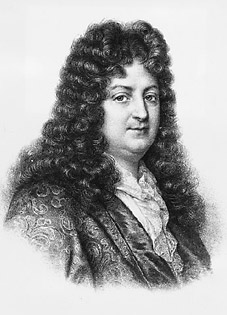
Jean Racine, dramaturg francez
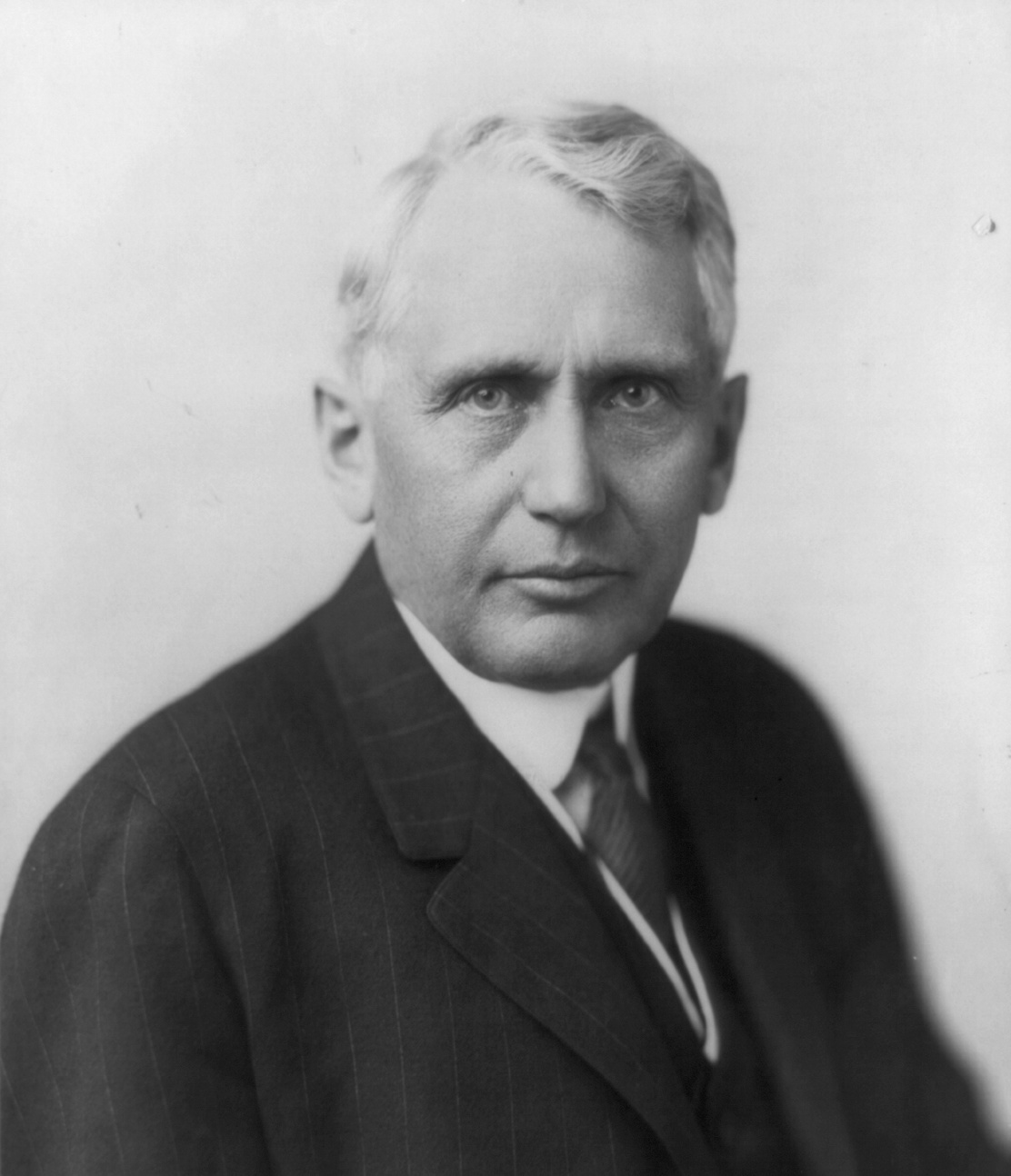
Frank B. Kellogg, jurist și diplomat american, laureat Nobel
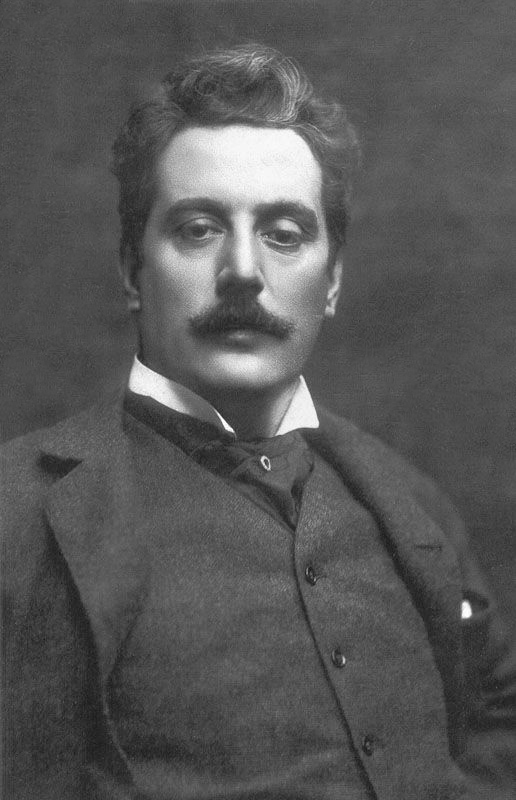
Giacomo Puccini, compozitor italian

- 1807: Johan Sebastian Welhaven, scriitor norvegian (d. 1873)
- 1808: Eugénie de Beauharnais, prințesă franco-germană (d. 1847)
- 1811: Ludwig Philippson, scriitor german și rabin (d. 1889)
- 1816: Alexandru D. Macedonski,  politician și general român, tatăl poetului Alexandru Macedonski (d. 1869)
- 1819: Franz Abt, compozitor și dirijor german (d. 1885)
- 1821: Giovanni Bottesini, compozitor italian și contrabasist (d. 1889)
- 1837: Vladimir Markovnikov, chimist rus (d. 1904)
- 1844: Angèle Dubos, pictoriță franceză (d. 1916)
- 1856: Frank Billings Kellogg, jurist și diplomat american, laureat Nobel (d. 1937)
- 1858: Giacomo Puccini, compozitor italian (d. 1924)
- 1859: Otto Hölder, matematician american (d. 1937)
- 1867: Joseph Maria Olbrich, arhitect austriac (d. 1908)
- 1869: Nicolae Ghica–Budești, arhitect român, membru de onoare al Academiei Române (d. 1943)
- 1869: Gheorghe Naumescu, colonel român participant la Primul Război Mondial (d. 1917)
- 1874: Franz Schmidt, compozitor austriac (d. 1939)
- 1876: Filippo Tommaso Marinetti, poet italian d. 1944)
- 1881: Franz Springer, compozitor și dirijor german (d. 1950)
- 1883: Edgar Varèse, compozitor și dirijor fracez-american (d. 1965)
- 1884: Albin Grau, producător german de film, grafician și autor (d. 1971)
- 1887: Srinivasa Aiyangar Ramanujan, matematician indian (d. 1920)
- 1889: Nichifor Crainic, eseist și poet român (d. 1972)
- 1890: Josef Hopmann, astronom german (d. 1975)

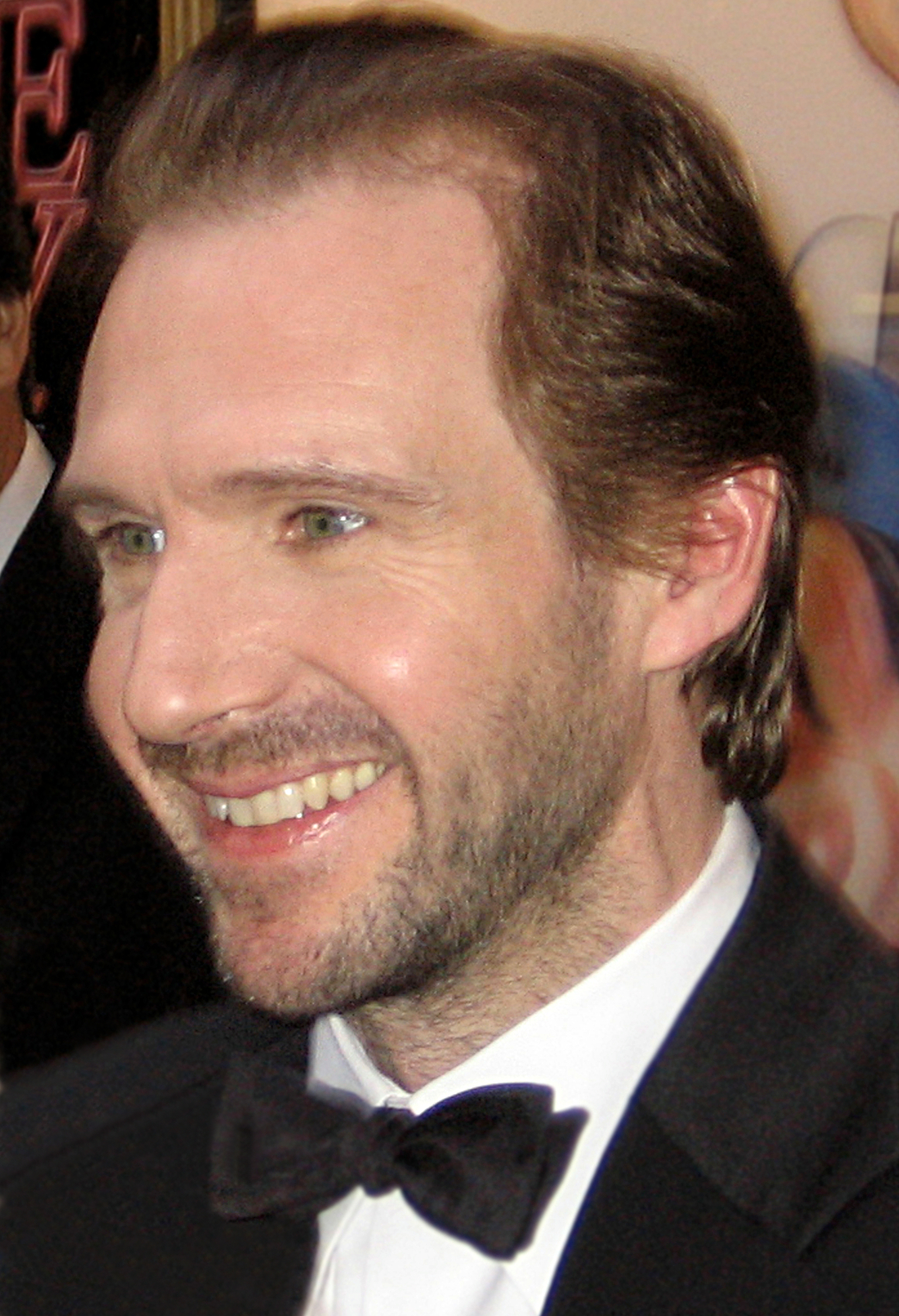
Ralph Fiennes, actor englez
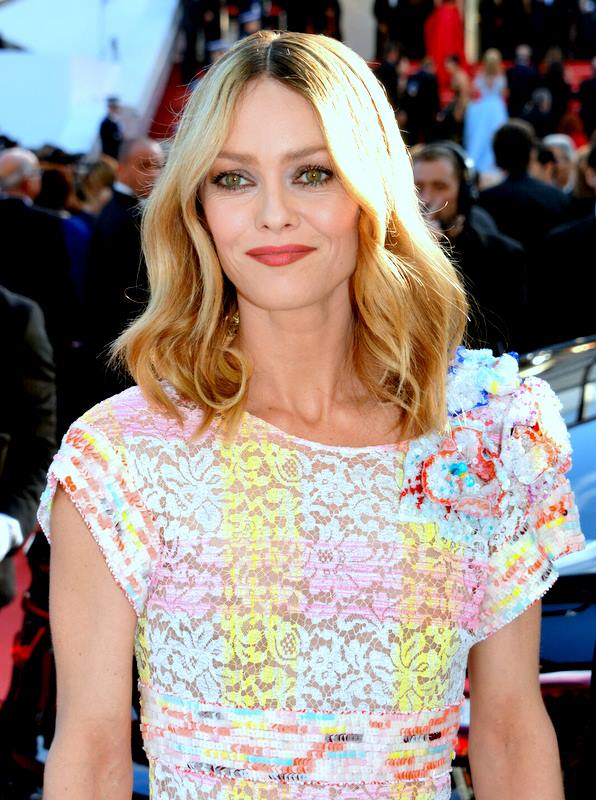
Vanessa Paradis, cântăreață franceză
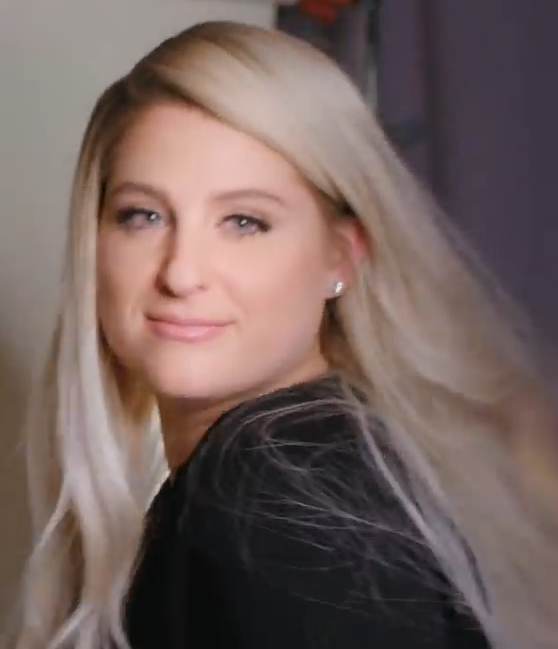
Meghan Trainor, cântăreață americană

- 1905: Pierre Levegh, pilot francez (d. 1955)
- 1907: Peggy Ashcroft, actriță britanică (d. 1991)
- 1907: Fred M. Wilcox, regizor american (d. 1964)
- 1908: Giacomo Manzù, sculptor, grafician și desenator italian (d. 1991)
- 1908: Max Bill, arhitect, artist și designer elvețian (d. 1994)
- 1911: Nicu Stoenescu, solist român de romanțe și tangouri (d. 1989)
- 1912: Lady Bird Johnson, prima doamnă a Americii (d. 2007)
- 1940: Cristina Deleanu, actriță română
- 1943: Paul Wolfowitz, politician american
- 1944: Maurizio de Angelis, cântăreț și textier italian
- 1947: Mitsuo Tsukahara, gimnast japonez
- 1948: Nicolae Timofti, al patrulea președinte al Republicii Moldova
- 1949: Anton Anton, politician român
- 1952: Mircea Grabovski, handbalist din România (d. 2002)
- 1962: Ralph Fiennes, actor englez
- 1963: Silviu Prigoană, om de afaceri român (d. 2024)
- 1965: David S. Goyer, scenarist, regizor american
- 1967: Dan Petrescu, fotbalist și antrenor român
- 1967: Valeriu Andriuță, actor român
- 1972: Vanessa Paradis, cântăreață franceză
- 1974: Andreea Marin, prezentatoare de televiziune din România
- 1989: Jordin Sparks, cântăreață de muzică pop și R&B americană
- 1993: Meghan Trainor, cântăreață americană
- 1998: Genevieve Hannelius, cântăreață și actriță americană

## Decese
- 1646: Petru Movilă, teolog, om de cultură, mitropolit al Kievului, sprijinitor al tiparului în spațiul românesc și fondator a mai multe tipografii (n. 1596)
- 1708: Hedvig Sophia a Suediei, prințesă suedeză (n. 1681)
- 1755: Albertina Frederica de Baden-Durlach, prințesă germană (n. 1682)
- 1819: Jean-Pierre de Beaulieu, ofițer militar valon (n. 1725)
- 1867: Jean-Victor Poncelet, matematician francez (n. 1788)
- 1867: Théodore Rousseau, pictor francez (n. 1812)
- 1880: George Eliot (n. Mary Ann Evans), scriitoare britanică (n. 1819)
- 1914: Ion Bălăceanu, politician și ministru de externe român (n. 1828)
- 1930: Vintilă I.C. Brătianu, politician și economist român, membru de onoare al Academiei Române (n. 1867)

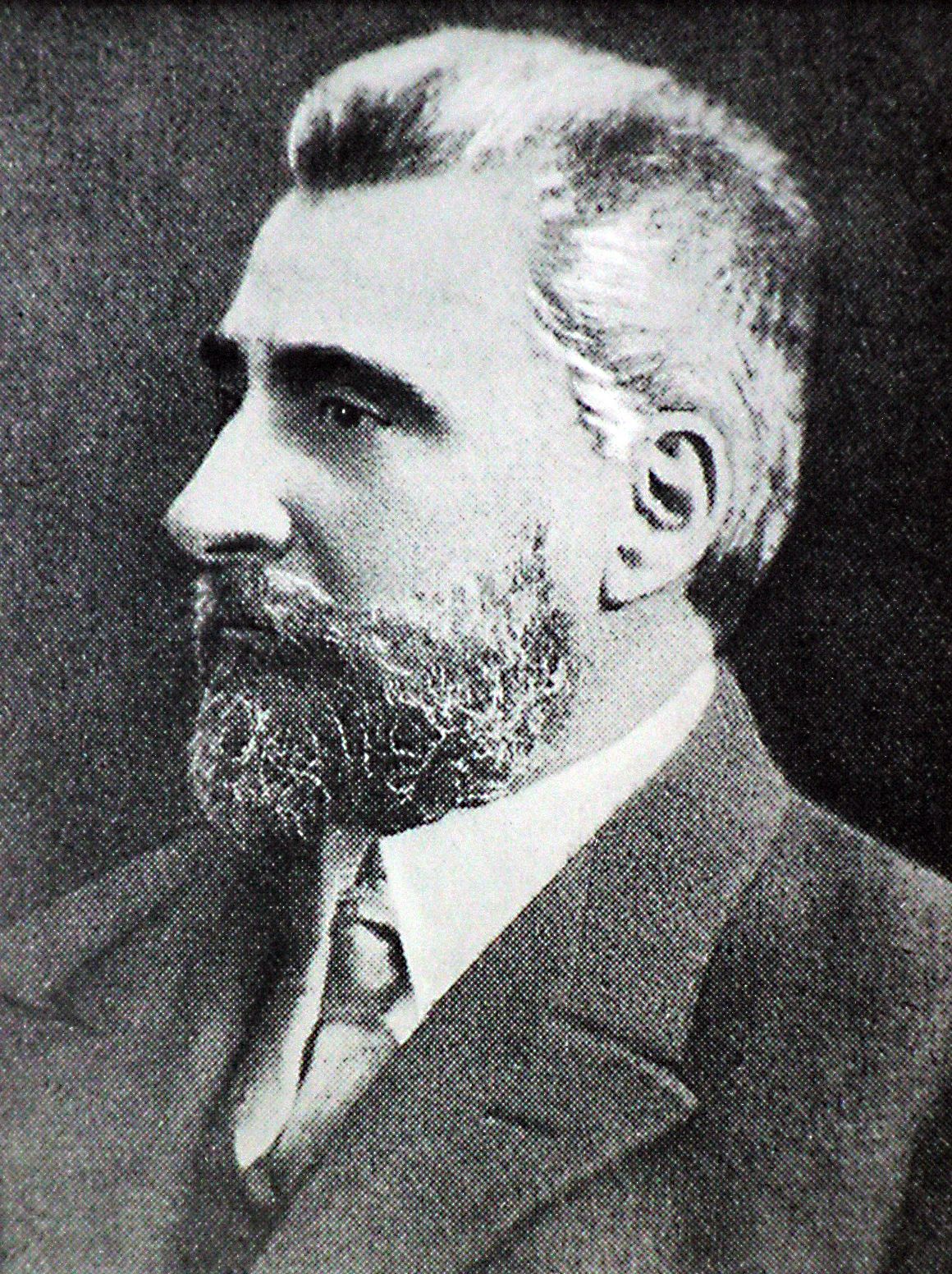
Vintilă I.C. Brătianu, politician român
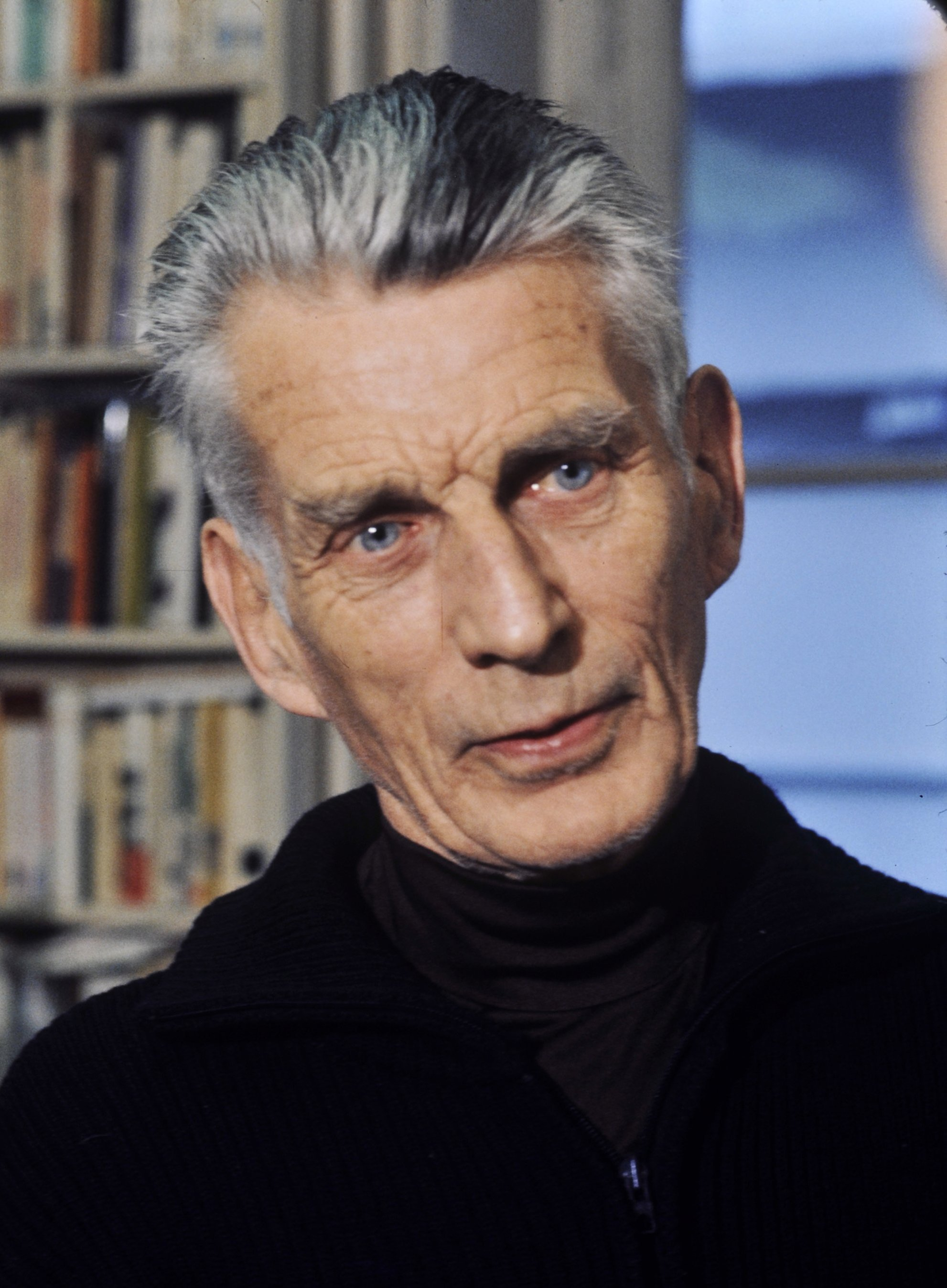
Samuel Beckett, dramaturg irlandez, laureat Nobel
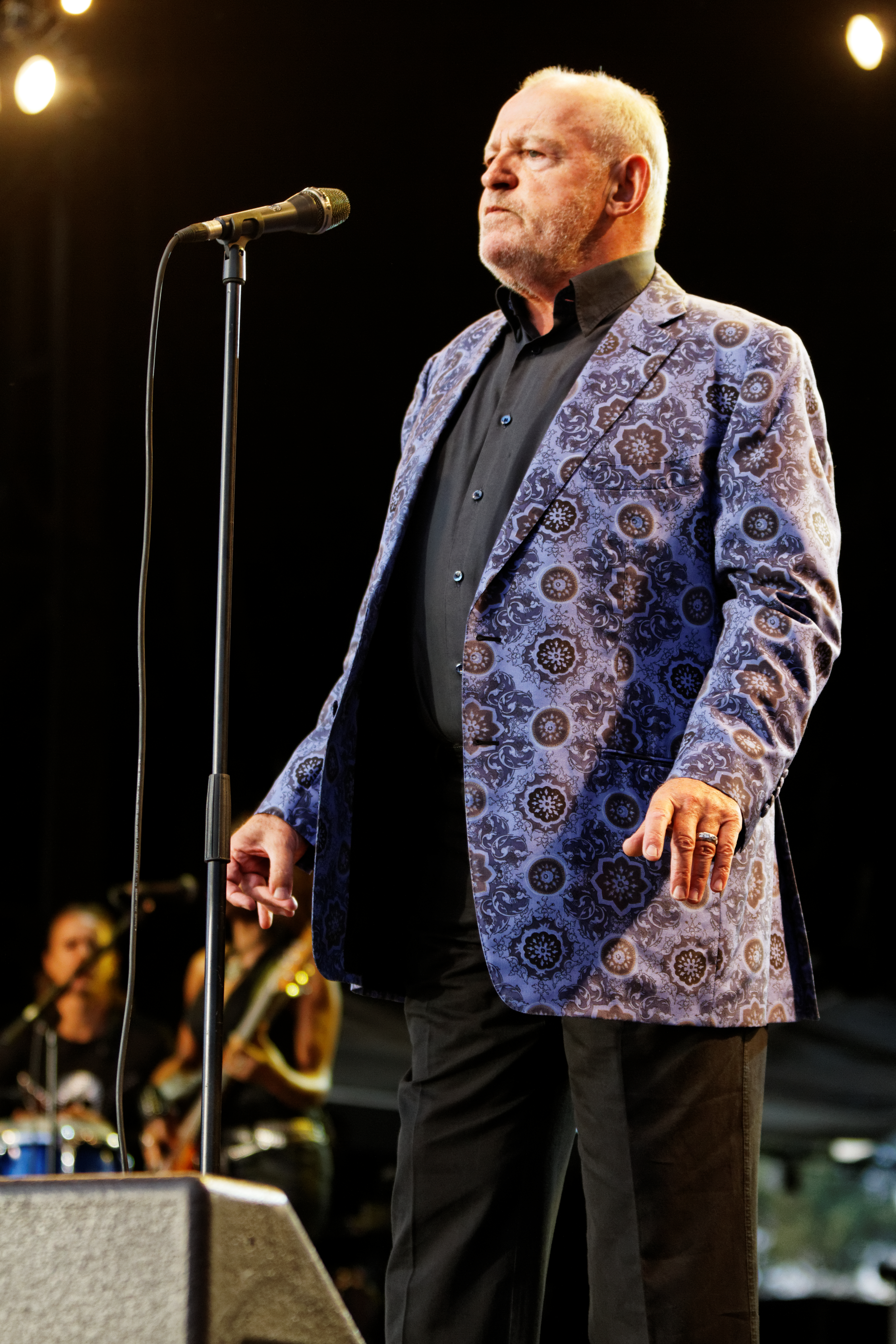
Joe Cocker,  muzician britanic

- 1956: Nicolae Labiș, poet român (n. 1935)
- 1966: Harry Beaumont, regizor și scenarist american (n. 1888)
- 1973: Chieko Naniwa, actriță japoneză (n. 1907)
- 1979: Darryl F. Zanuk, producător american de film (n. 1902)
- 1989: Samuel Beckett, dramaturg irlandez, laureat al Premiului Nobel pentru literatură (1969), (n. 1906)
- 1989: Vasile Milea, politician și general de armată român (n. 1927)
- 1989: Jean-Louis Calderon,  jurnalist francez (n. 1958)
- 1992: Aura Buzescu, actriță română (n. 1894)
- 2006: Elena Muhina, gimnastă sovietică din Rusia (n. 1960)
- 2007: Julien Gracq,  prozator și eseist francez (n. 1910)
- 2012: Gheorghe Dumitru, handbalist român (n. 1956)
- 2014: Joe Cocker, cântăreț și muzician britanic (n. 1944)
- 2020: Claude Brasseur, actor francez (n. 1936)
- 2020: Edmund Clarke, informatician american (n. 1945)
- 2022: Carmen Dobrescu, regizoare română (n. 1933)

## Sărbători
- Sfântul Ierarh Petru Movilă, mitropolitul Kievului; Sf. Mare Muceniță Anastasia (calendar ortodox)
- Sfânta Anastasia (calendar greco-catolic)
- Sfânta Francisca Cabrini; Sfântul Flavian (calendar romano-catolic)